# Exzentriker
Ein Exzentriker (altgriechisch ἔκκεντρος ‚außerhalb des Zentrums‘) ist die bildungssprachliche Bezeichnung für eine Person, die deutlich von sozialen Normen abweicht.

## Etymologie
„Exzentriker“ ist eine Ableitung vom Adjektiv „exzentrisch“. Dieses ist über das Mittellateinische excentricus aus dem Griechischen ἔκκεντρος ékkentros (von ἔκ- ék „aus“ und κέντρον kéntron „Spitze, Mitte“) entlehnt worden und bezeichnete in der Antike bis in die frühe Moderne einen Himmelskörper, der nicht die Erde als Mittelpunkt hat. Im übertragenen Sinne meint man also etwas, was überspannt ist oder vom als üblich Wahrgenommenen abweicht.

## Begriffsverwendung
Beim Begriff des „Exzentrikers“ handelt es sich um eine vage Bezeichnung, die eine Form von Devianz bezeichnet, aber keine psychische Störung und daher weder im ICD, noch im DSM aufgeführt wird.
Im Gegensatz zu anderen sinnverwandten Bezeichnungen (wie etwa „Außenseiter“ oder „Eigenbrötler“) wird er nicht nur im pejorativen Sinne verwendet, sondern kann durchaus anerkennend oder positiv konnotiert sein. John Stuart Mill etwa betont in seinem Werk On Liberty ‚Über die Freiheit‘ von 1859 die Bedeutung von Exzentrikern für die Fortentwicklung jeder Gesellschaft. Je komplexer und dynamischer eine Gesellschaft ist, umso mehr gesellschaftliche Gruppen gibt es, die sich im Gerangel um gesellschaftliche Macht und Anerkennung Gehör verschaffen wollen und tonangebend eine „Mitte“ definieren möchten. Das macht es schwer, eine einheitliche Definition von „Exzentrik“ zu formulieren. Aber gerade in diesem Wettstreit um gesellschaftliche Akzeptanz und Aufmerksamkeit sind Menschen, die besonders laut, schrill oder anders sind, hoch funktional. Und sie fungieren als eine Art „Spähtrupp“, der den anderen Gesellschaftsmitgliedern einen relativ gefahrlosen Aufbruch zu neuen Möglichkeiten erschließt. Deshalb hat sich zwischen Exzentrikern und modernen oder postmodernen Kulturen eine hoch komplexe und sehr fruchtbare Wechselbeziehung etabliert.

## Wissenschaftliche Untersuchungen

### David Joseph Weeks
Der schottische Neuropsychologe David Joseph Weeks (* 1944) untersuchte in den 1980er Jahren exzentrische Personen in einem Forschungsprojekt, dessen Ergebnisse er sowohl in einem wissenschaftlichen als auch in einem populärwissenschaftlichen Werk veröffentlichte. Mit Hilfe von britischen und amerikanischen Massenmedien, etwa BBC, New York Times und Wall Street Journal, suchte er Probanden für seine Untersuchungen, von denen über 1000 in eine nähere Auswahl kamen. Jeder Proband wurde neben einem 90-minütigen Gespräch einem standardisierten Persönlichkeitstest, einem Intelligenztest sowie Tests zur Untersuchung auf psychische Erkrankungen unterzogen. Als Ergebnis der Untersuchung formulierte Weeks folgende Eigenschaften eines Exzentrikers:
- nonkonformistisch;
- kreativ;
- stark durch Neugier motiviert;
- idealistisch: mit dem Anspruch, die Welt zu verbessern und die Menschen in ihr glücklicher zu machen;
- betreibt beglückt ein oder mehrere Steckenpferde;
- ist sich von klein auf des Andersseins bewusst;
- intelligent;
- eigensinnig und freimütig; überzeugt, selbst richtig zu liegen und dass der Rest der Welt aus dem Tritt geraten ist;
- ohne Konkurrenzstreben, ohne Verlangen nach Anerkennung oder Bestätigung durch die Gesellschaft;
- ungewöhnliche Essgewohnheiten und Lebensführung;
- nicht sonderlich interessiert an den Ansichten oder der Gesellschaft anderer, ausgenommen zu dem Zweck, diese vom eigenen – richtigen – Standpunkt zu überzeugen
- ausgestattet mit einem schelmischen Sinn für Humor;
- alleinstehend;
- gewöhnlich das älteste oder einzige Kind;
- eigene „Rechtschreibung“ sowie Hang zum Gebrauch von eigenwilligen Neologismen oder Spruchmustern ohne allgemeine sprachliche Akzeptanz.[9]

Die ersten fünf Merkmale seien nahezu jedem Exzentriker zu eigen. Herausragendes Merkmal sei der Nonkonformismus. Das Vorkommen von Exzentrikern schätzt Weeks auf etwa 1:10.000. Die Standard-Intelligenztests ergaben bei den Probanden einen überdurchschnittlichen IQ zwischen 115 und 120. Der gesundheitliche Zustand der Probanden sei weit überdurchschnittlich gewesen. Auch lebten Menschen mit exzentrischer Persönlichkeit deutlich länger. Viele Probanden sähen jünger aus. Weeks führt das auf einen geringeren sozialen Stress zurück, der das Immunsystem begünstige. Nach seiner eigenen subjektiven Einschätzung seien Exzentriker meist glücklichere und fröhlichere Menschen.

### Verhältnis zu Autismus
Der irische Arzt für Kinder und Jugendpsychiatrie Michael Fitzgerald sieht in seiner Veröffentlichung Autism and Creativity einen engen Zusammenhang zwischen Exzentrik und dem Asperger-Syndrom. Die Verbindung von Autismus, Exzentrik und Kreativität solle in der Gesellschaft nicht unterschätzt werden. Auch der Psychologe Tony Attwood sieht einen Zusammenhang zwischen Exzentrik und Asperger-Syndrom. Besondere Akzeptanz und Bewunderung hätten diese Menschen in der britischen Kultur.

### Künstler
Da die für künstlerische Betätigung in aller Regel erforderliche Kreativität und Imagination schon per definitionem ein Abweichen von Normen voraussetzt, befinden sich Künstler von vornherein in einer natürlichen Nähe zur Exzentrik. Insbesondere die Koryphäen ihres jeweiligen Metiers, wie beispielsweise Bobby Fischer, Igor Strawinsky, James Joyce, John Lennon, Michael Jackson, Morrissey, Pablo Picasso, Prince und Thelonious Monk wurden von ihrer Umwelt meist als eigenwillig, radikal und bizarr wahrgenommen bzw. abgelehnt. Weeks schätzt überdies etwa Joshua Abraham Norton, Patch Adams, Robert Coates, Erik Satie, Glenn Gould und Henry Cavendish als exzentrisch ein.

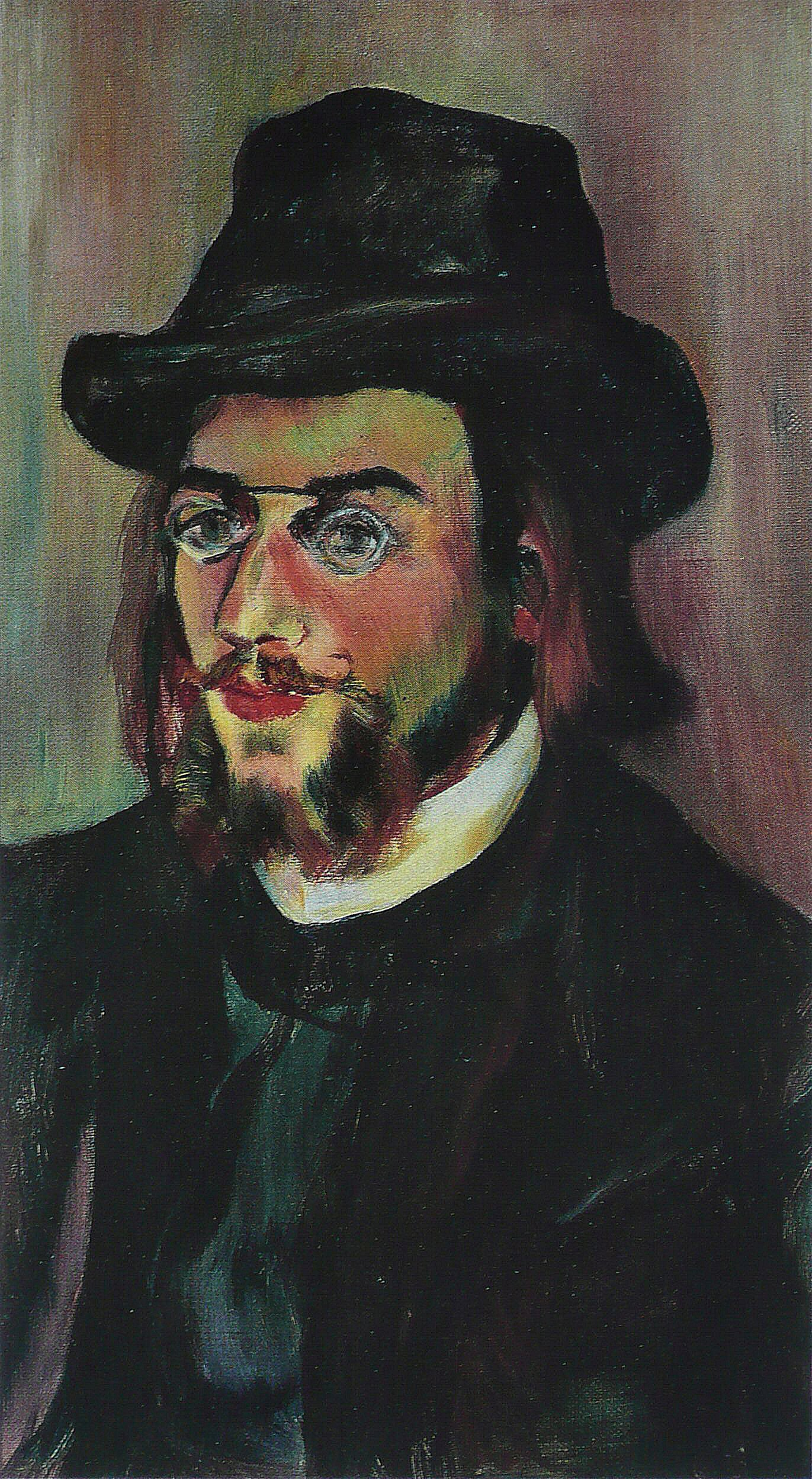
Suzanne Valadon: Erik Satie, 1893

Viele transzendierten den allgemein anerkannten Werte- und Verhaltenskodex aber auch jenseits des eigentlichen Schaffensprozesses im täglichen Leben. Genannt sei etwa der französische Komponist Erik Satie, der aktiv an den Ritualen der Rosenkreuzer teilnahm, andererseits aber seinen Tagesablauf absurd-akribisch mit bis auf die Minute festgelegten Uhrzeiten strukturierte („inspiriert werden von 10.23 Uhr bis 11.47 Uhr“) und auch schon mal Werkaufträge mit dem Argument ablehnte, dass das angebotene Honorar zu hoch sei. Der Schweizer Schriftsteller Ludwig Hohl hängte seine Manuskripte in seiner Kellerwohnung an Wäscheleinen auf. Als exzentrisch wurde nach allgemeiner Ansicht auch der Modedesigner Karl Lagerfeld wahrgenommen, was insbesondere mit seinem optischen Auftritt begründet wurde: Er trug neben Vatermörder einen Pferdeschwanz und gepuderte Haare, dunkle Sonnenbrille, Handfächer und halboffene Autofahrer-Handschuhe.

### Sozialwissenschaften
Als Arzt hat sich Weeks besonders mit den gesundheitlichen und mentalen Vorteilen exzentrischer Lebensstile beschäftigt. Möchte man das Phänomen allerdings umfassend kulturell verstehen, empfiehlt sich eine sozialwissenschaftliche Herangehensweise. Die Grundlage hierzu liefern die erkenntnistheoretischen Überlegungen Max Webers zur Konstruktion von Idealtypen. Auf ihrer Basis können dann vier verschiedene Kategorien von Exzentrikern unterschieden werden. Weber beschrieb vier Kategorien von idealen Verhaltenstypen: zweckrational (Zielrationalität), wertrational (Wertrationalität), affektiv (Affektrationalität) und traditionell (Brauch, unbewusste Gewohnheit).